# BMW G15
BMW G15 (eller BMW 8-serie) är en Gran turismo som den tyska biltillverkaren BMW introducerade i  juni 2018. Bilen visades i konceptform på Concorso d'Eleganza Villa d'Este i maj 2017.

## BMW G14/G15
Bilen tillverkas som cabriolet med internkoden G14 och som coupé med internkoden G15.

## BMW G16 Gran Coupé
Sommaren 2019 presenterades även en 4-dörrars coupé.

## BMW M8 GTE
Tävlingsversionen BMW M8 GTE debuterade vid Daytona 24-timmars i januari 2018.

## Motor
| Modell         | Årsmodell | Motor                    | Cylindervolym | Effekt     | Bränslesystem            |
| -------------- | --------- | ------------------------ | ------------- | ---------- | ------------------------ |
| 840d           | 2019-     | B57: 6-cyl radmotor DOHC | 2998 cm³      | 320-340 hk | Common rail turbodiesel  |
| 840i           | 2020-     | B58: 6-cyl radmotor DOHC | 2998 cm³      | 333-340 hk | Direktinsprutning, turbo |
| M850i          | 2019-     | N63: 8-cyl V-motor DOHC  | 4395 cm³      | 530 hk     | Direktinsprutning, turbo |
| M8             | 2019-     | S63: 8-cyl V-motor DOHC  | 4395 cm³      | 600 hk     | Direktinsprutning, turbo |
| M8 Competition | 2019-     | S63: 8-cyl V-motor DOHC  | 4395 cm³      | 625 hk     | Direktinsprutning, turbo |

## Bilder

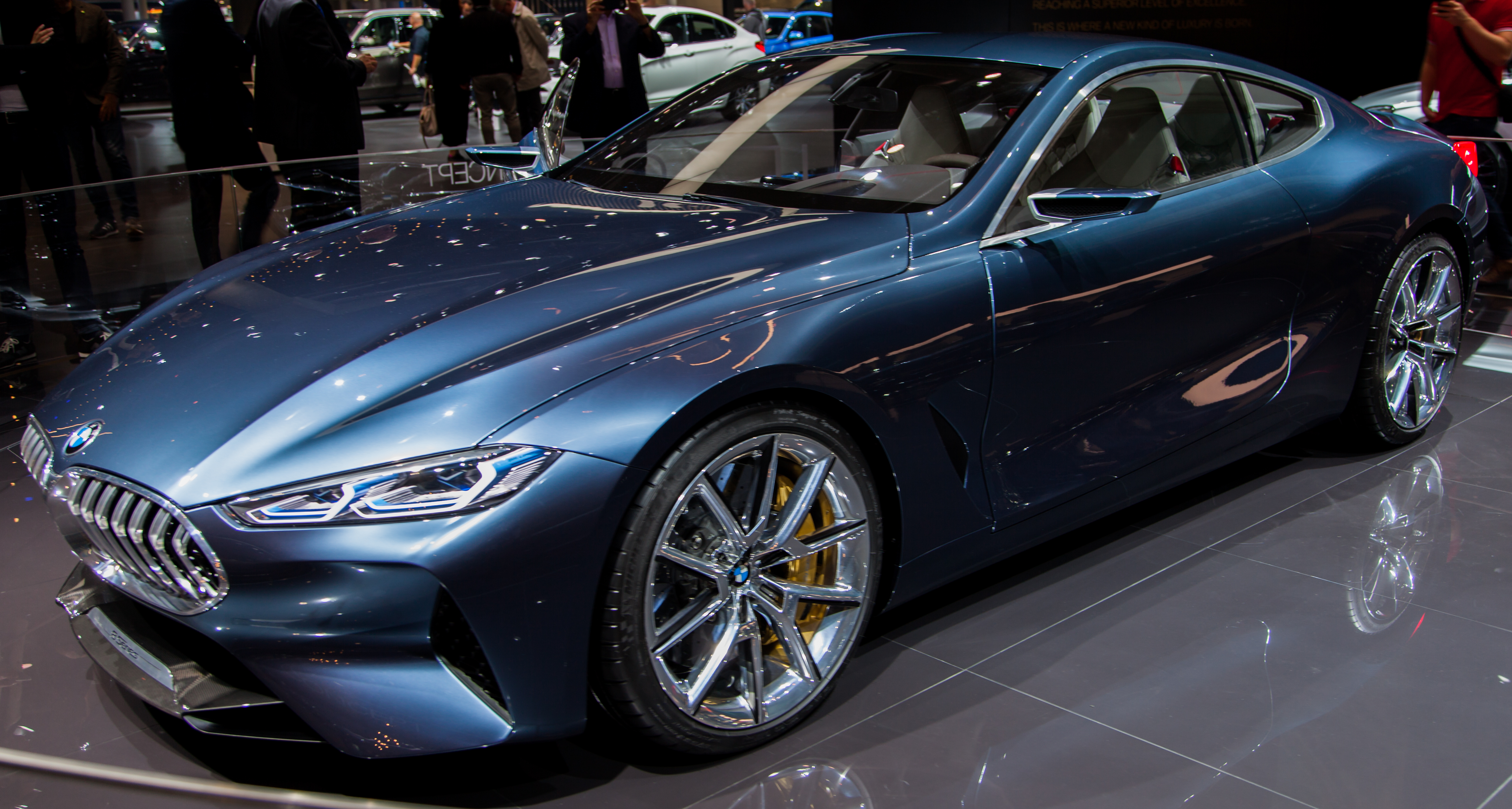
BMW Concept 8 Series 2017.
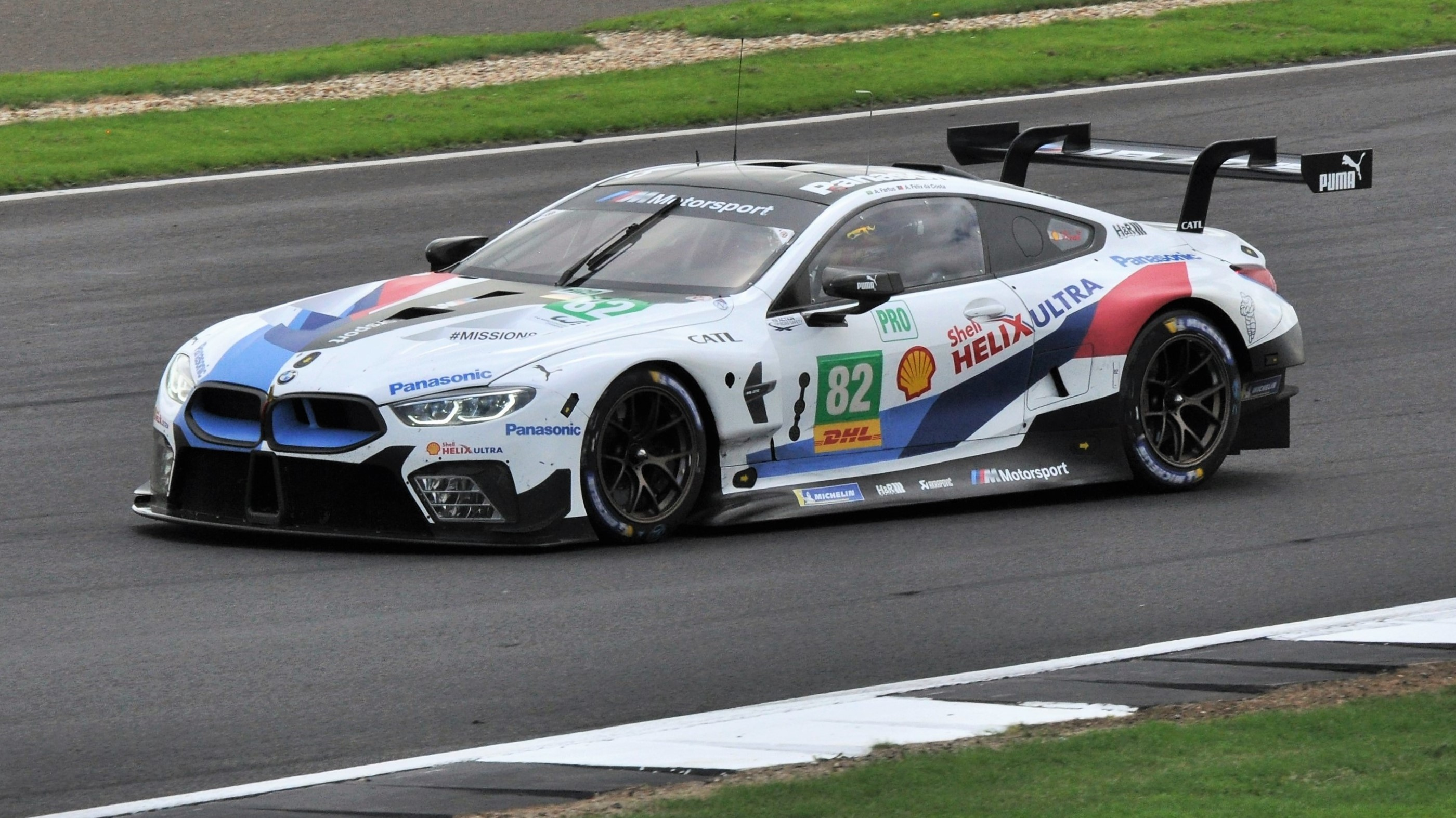
BMW M8 GTE.
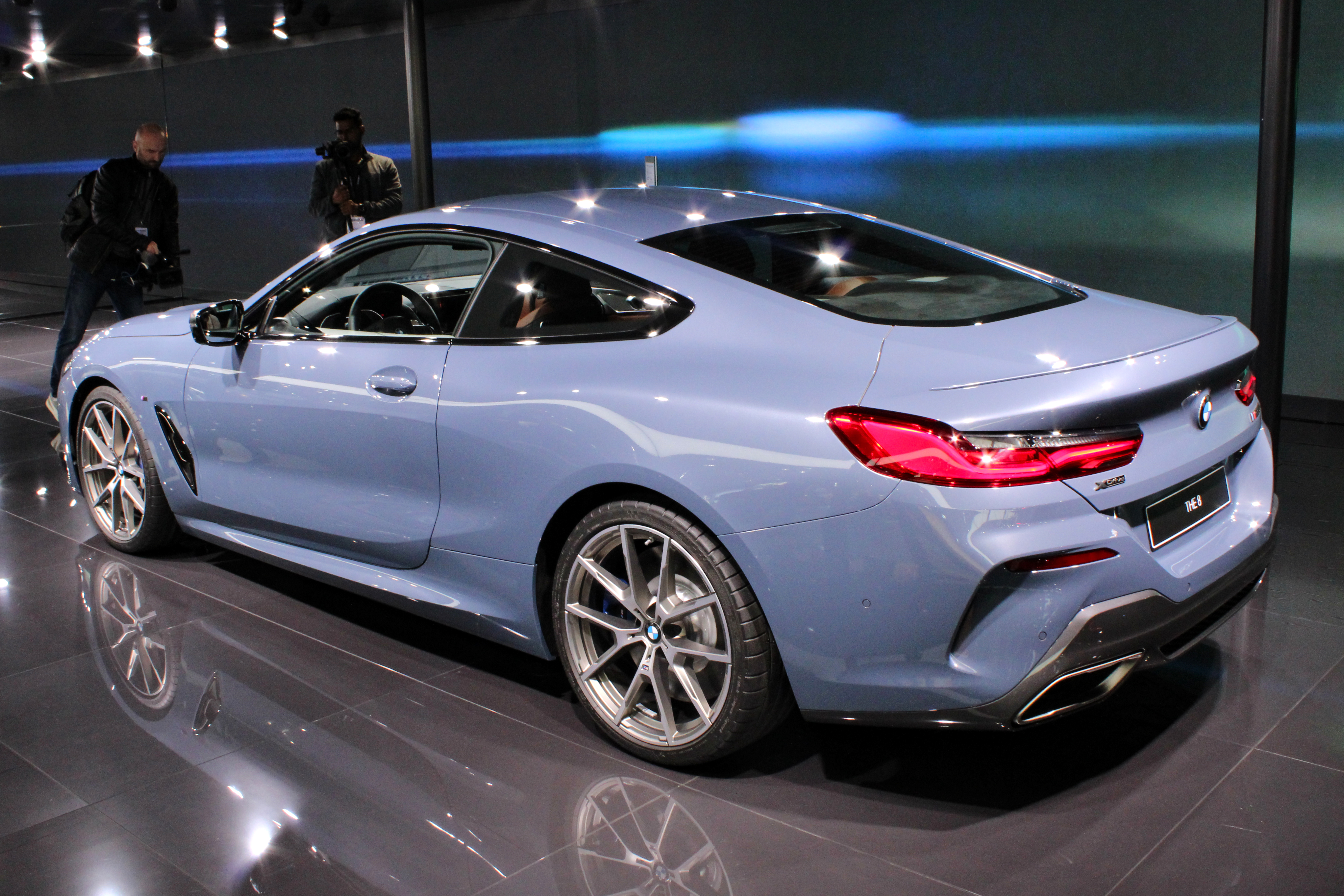
BMW G15 coupé
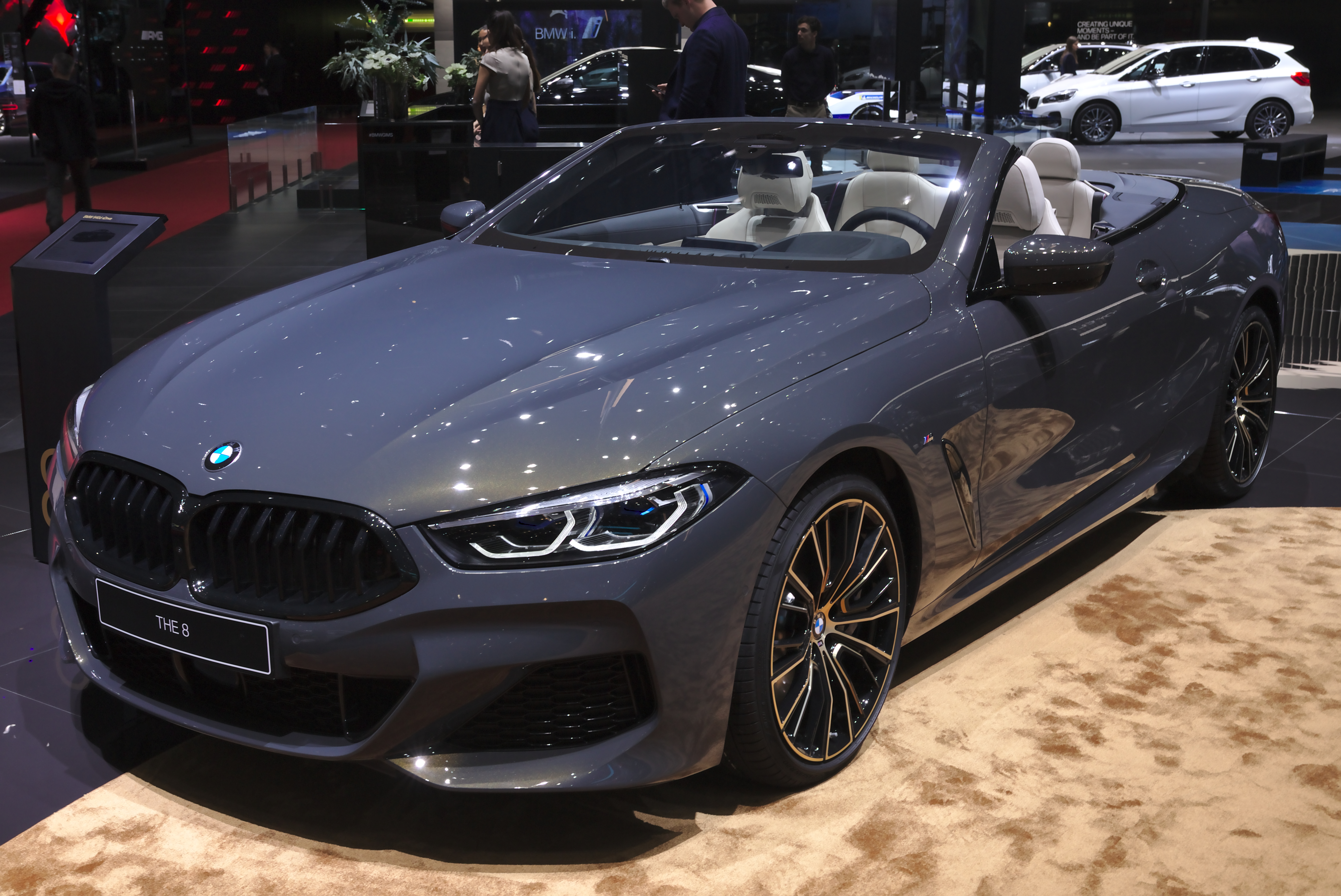
BMW G14 cabriolet
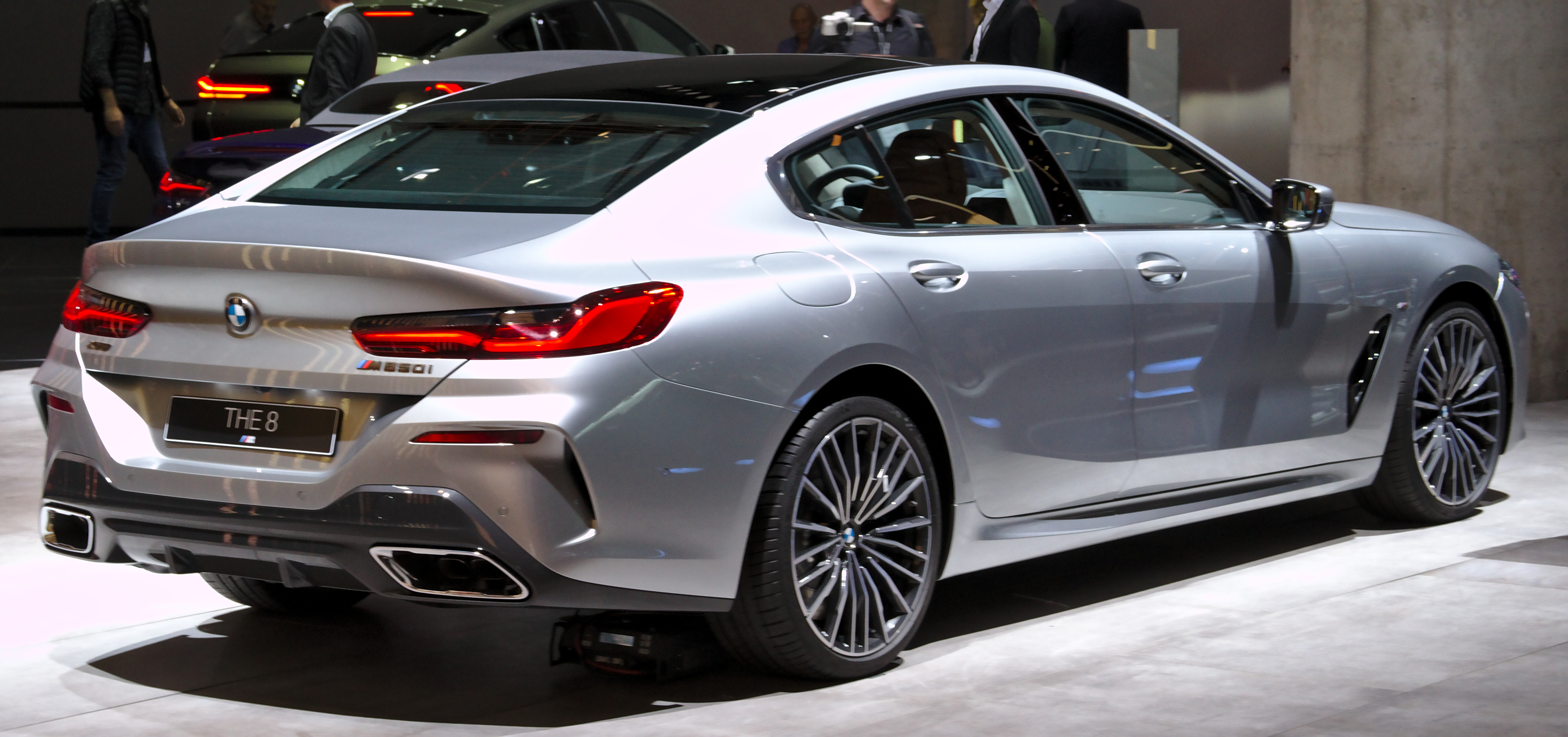
BMW G16 Gran Coupé